# Le Miracle de la pie
Le Miracle de la pie est une nouvelle d'Anatole France, publiée en 1908 dans Les Contes de Jacques Tournebroche.

## Résumé
Au Puy-en-Velay, Florent Guillaume, pauvre écrivain sans gîte, niche la nuit dans le clocher de la cathédrale Notre-Dame, comme la pie Ysabeau. Pendant le Carême de l'année 1429, il avait souvent jeûné a solis ortu usque ad occasum...

## Consulter le texte
- Le Miracle de la pie, https://fr.wikisource.org/wiki/Le_Miracle_de_la_pie